# Klaus Funke (Physikochemiker)
Klaus Funke (* 16. Dezember 1944 in Schreiberhau, Niederschlesien; † 21. Oktober 2024) war ein deutscher Physikochemiker. Er war zwischen 1979 und 1985 Professor an der Universität Hannover und von 1985 bis zu seiner Emeritierung 2010 Professor an der Universität Münster. Er forschte auf dem Gebiet der Festkörperionik.

## Leben
Funke legte 1963 sein Abitur an der Tellkampfschule in Hannover ab. Er erwarb 1968 ein Physik-Diplom in Göttingen und wurde 1970 bei Wilhelm Jost in Göttingen promoviert. Als Post-Doktorand war er 1973 am Institut Laue-Langevin in Grenoble. Er habilitierte 1976 in Göttingen in Physikalischer Chemie. Ab 1979 war er Professor an der Leibniz-Universität Hannover und Leiter der Elektrochemie und von 1981 bis 1983 Dekan des Fachbereichs Chemie in Hannover. 1985 wurde er als Nachfolger von Ewald Wicke Professor und Leiter des Instituts für Physikalische Chemie in Münster. Dort richtete er 1998 die 97. Bunsentagung aus.
1979 war er Mitgründer der Zeitschrift Solid State Ionics. 1980 erhielt er den Walter-Schottky-Preis der DPG und 1997 die Wilhelm-Jost-Gedächtnismedaille. Ab 2000 war er im Beirat des Max-Planck-Instituts für Festkörperforschung in Stuttgart, 2003 und 2004 war er Erster Vorsitzender der Bunsengesellschaft (und danach zwei Jahre stellvertretender Vorsitzender) sowie von 2007 bis 2009 Präsident der International Society for Solid State Ionics (ISSI). Von 2001 bis 2003 war er Präsident der Arbeitsgemeinschaft Deutscher Universitätsprofessoren und -professorinnen (ADUC) in der Gesellschaft Deutscher Chemiker.
Er erforschte die Bewegung von Ionen in Festkörpern (Festelektrolyte) und ungeordneten Strukturen, das heißt in kristallinen, geschmolzenen, glasförmigen oder polymeren Ionenleitern. Dazu entwickelte er mit seiner Arbeitsgruppe analytische Modelle wie das Sprungrelaxationsmodell (Jump Relaxation Model JRM), das Concept of Mismatch and Relaxation (CMR) und die Mismatch Generated Relaxation for the Accommodation and Transport of IONs (MIGRATION) als Modellierung des elementaren Transportschritts eines einzelnen Ions im Festkörper. Die Modelle verglich er mit experimentell gewonnenen Leitfähigkeitsspektren der Ionen, die von 10−3 bis 1014 Hertz und damit über 17 Größenordnungen in der Frequenzskala reichen. Von 2000 bis 2009 und damit während der gesamten Laufzeit des Sonderforschungsbereichs 458 Ionenbewegung in Materialien mit ungeordneten Strukturen – vom Elementarschritt zum makroskopischen Transport war er dessen Sprecher.
2010 wurde Funke emeritiert. Mit Stand Oktober 2019 hatte Funke 123 in der Datenbank Scopus erfasste Arbeiten publiziert, zuletzt zwei 2015 erschienene Arbeiten zum Verhalten von Festelektrolyten, vor allem der elektrischen Leitfähigkeit. Er hatte laut Scopus bis zum Oktober 2019 einen h-Index von 32 erreicht.